# Rue de Tambour (Reims)
Pour les articles homonymes, voir Rue du Tambour.
La rue de Tambour est une rue du centre-ville de Reims, en France.

## Situation et accès
D'une longueur d'environ 135 m, la rue de Tambour se trouve dans l'axe de l'hôtel de ville, en plein cœur du centre-ville de Reims. Elle relie la place du Forum au sud-sud-est à la place de l'Hôtel-de-Ville au nord-nord-ouest, au-delà de laquelle elle est prolongée par la rue de Mars. Aux deux tiers de son tracé, elle donne naissance sur son flanc nord-est à la rue Cotta, qui lui est perpendiculaire et mène à la rue Jean-Jacques-Rousseau.
La rue du Tambour est en grande partie réservée aux piétons : seul le tronçon compris entre la rue Cotta et la place de l'Hôtel-de-Ville est accessible aux véhicules motorisés. La circulation s'effectue en sens unique.

## Origine du nom
La rue tire son nom du tambour que tenait l'une des statues de la façade de la Maison des Musiciens, qui datait du XIIIe siècle, détruite par le pilonnage de Reims durant la Première Guerre mondiale en 1917.
La voie a porté le nom de « rue de Tabours » en 1426 puis de « rue de Tambour » à partir de 1540.

## Historique
La rue du Tambour est légèrement élargie lors de la Reconstruction au lendemain de la Première Guerre mondiale.
En 2021, la façade avec les musiciens fut remontées avec des moulages et restitutions des musiciens,,,,.

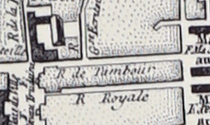
La rue de Tambour sur le plan Moithey de 1775
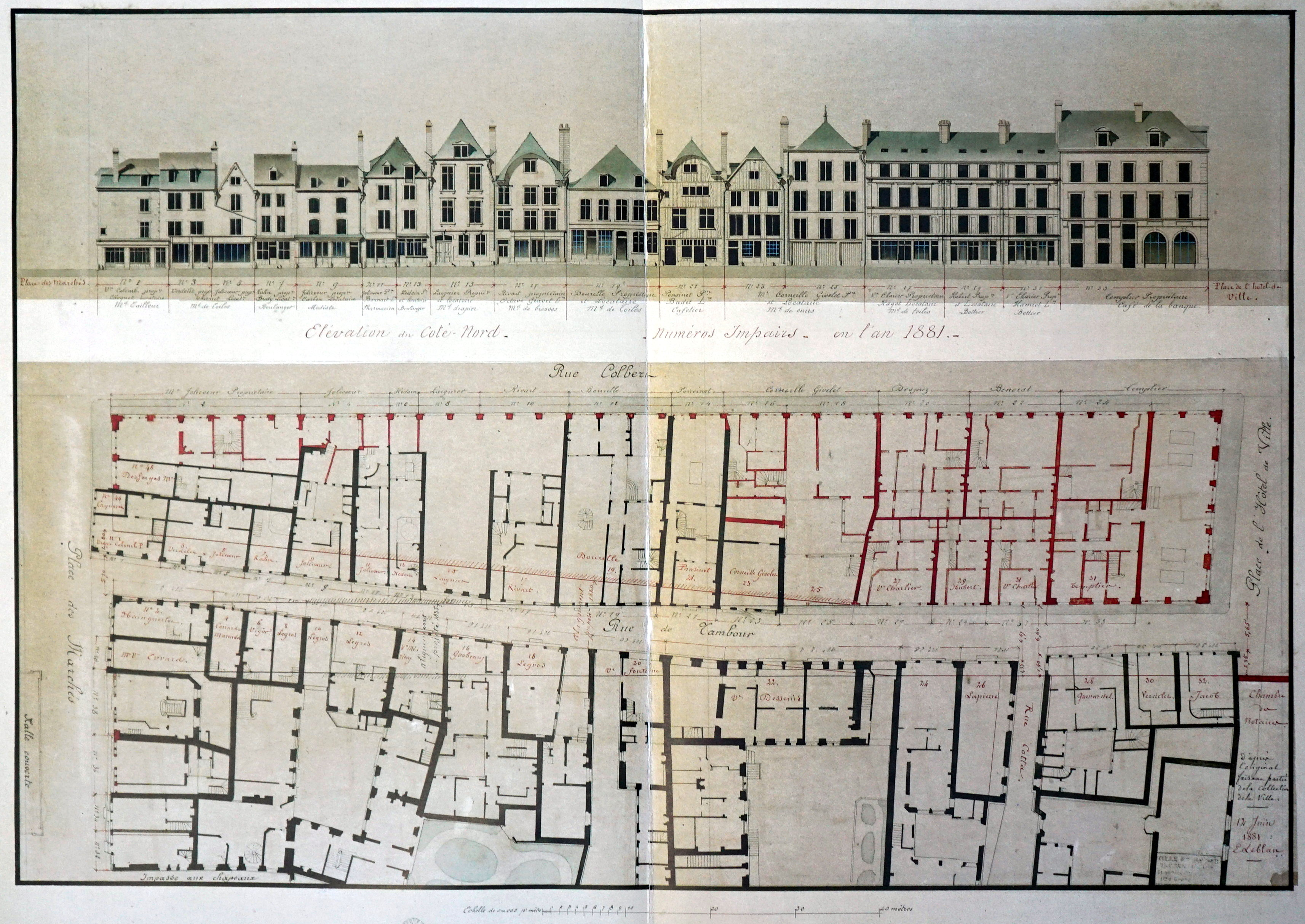
Le plan de l'élévation ouest de la rue du Tambour (soit les bâtiments compris entre la rue de Tambour et la rue Colbert) sur les dessins d'Eugène Leblan en 1881.
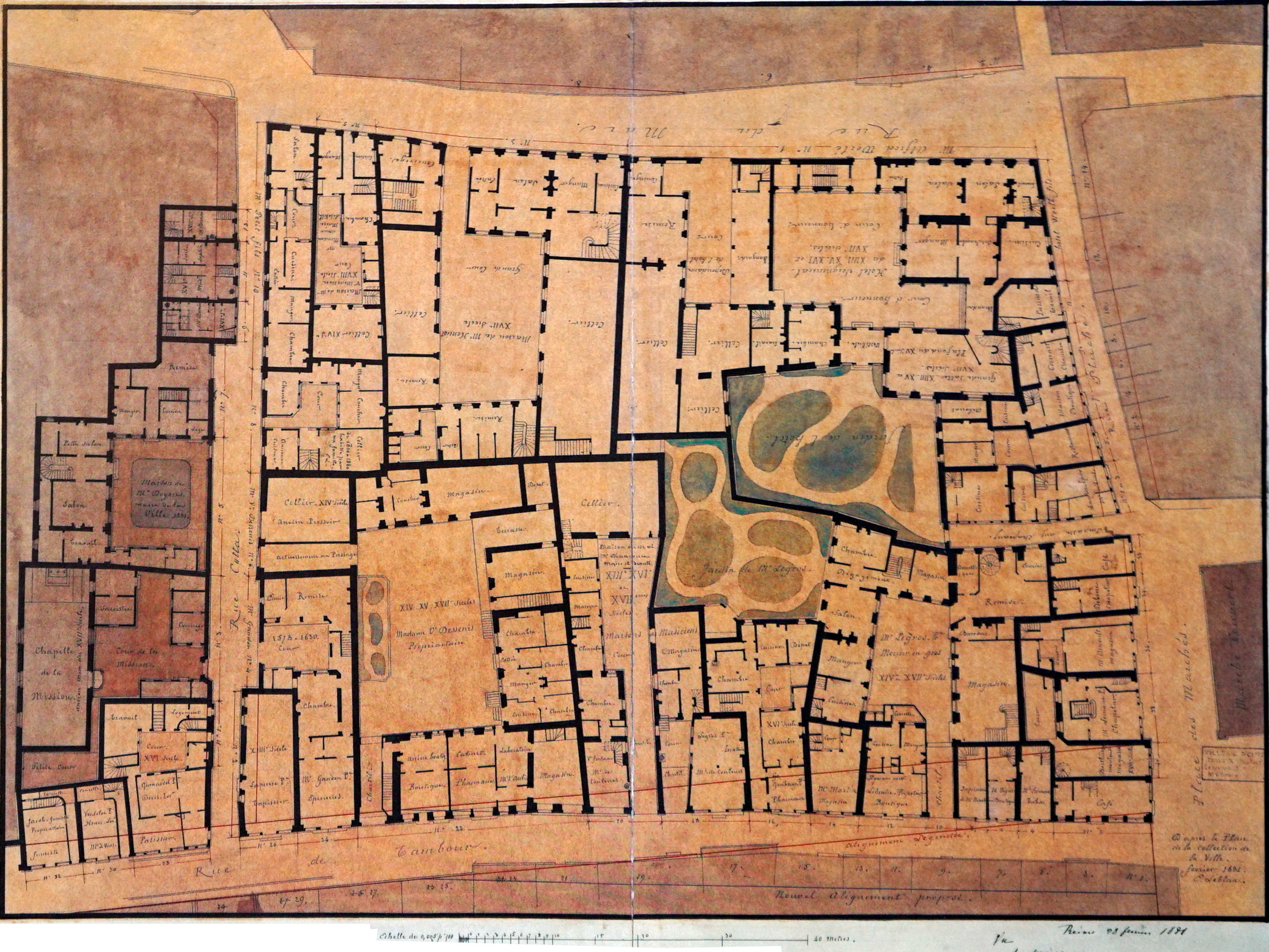
Plan de l'élévation est de la rue du Tambour (soit les bâtiments compris entre la rue de Tambour et la rue du Marc) sur les dessins de Leblan en 1882. On y voit notamment le détail du musée-hôtel Le Vergeur en haut à droite
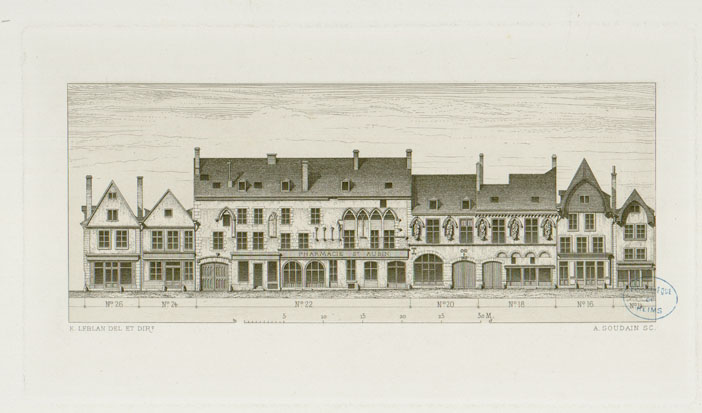
Dessin de la face est de la rue (nos 14 à 26) avec la Maison des Musiciens
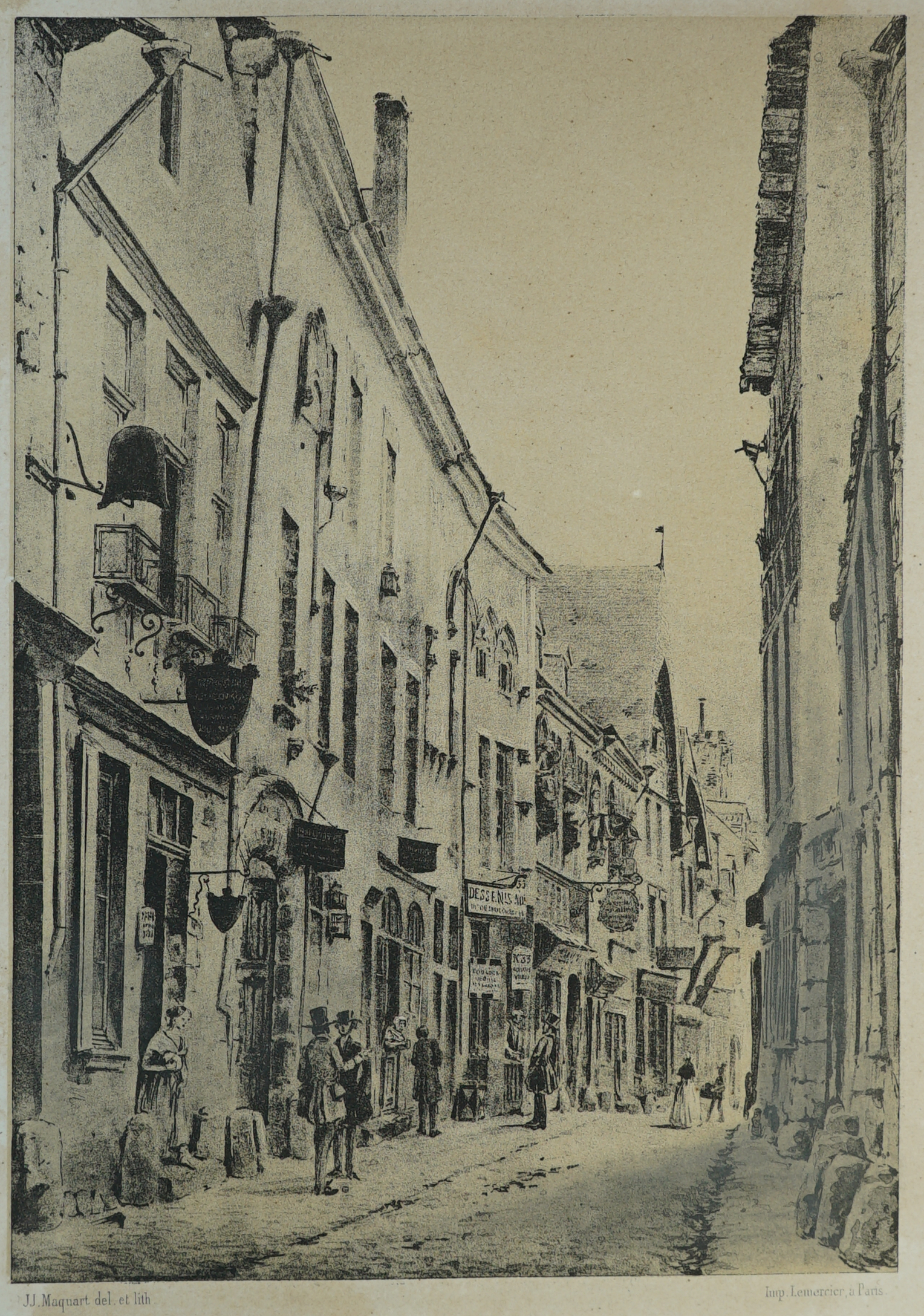
La rue au XIXe siècle
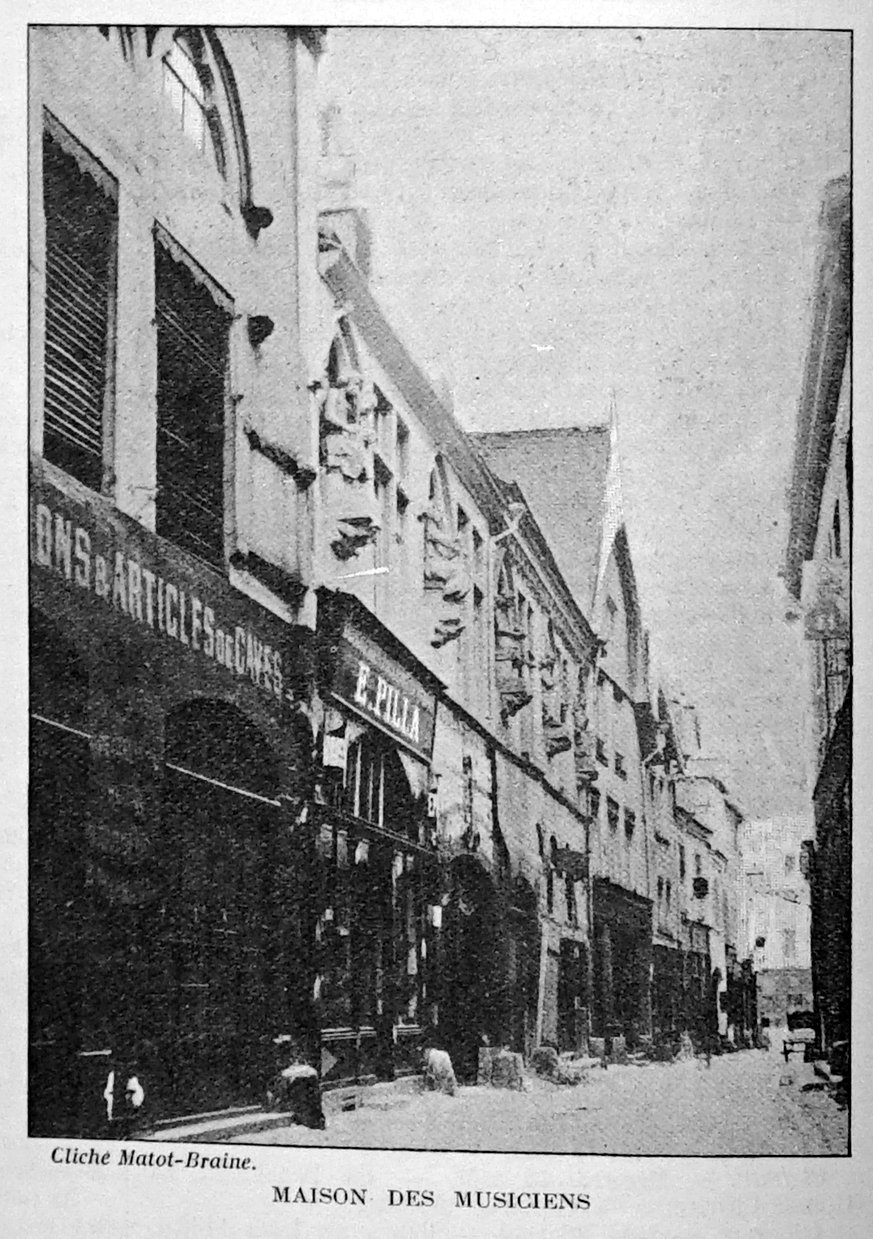
La rue en 1899
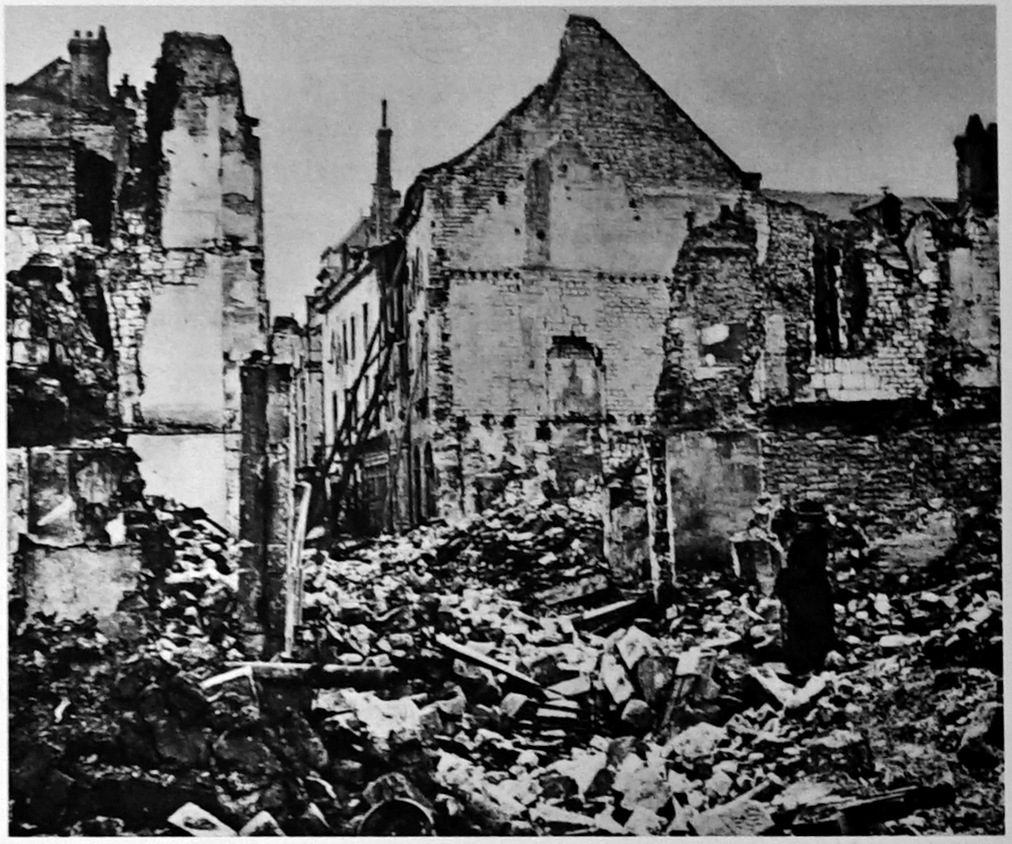
Les dégâts causés par la Première Guerre mondiale dans la rue du Tambour, en 1918

La rue est connue pour ses pavés recouverts de peinture colorée depuis mai 2019. L'opération est réalisée par les commerçants et les riverains eux-mêmes, sur proposition du maire Arnaud Robinet, qui a souhaité imiter certaines rues d'Italie et d'Espagne et du Puy-en-Velay. Le choix de la rue du Tambour est décidé par les adjoints au maire Charles Germain et Laure Miller ; la colorisation des pavés intervient au même moment que l'inauguration de l'esplanade de l'hôtel de ville. D'abord prévue pour être éphémère, l'opération rencontre un fort succès auprès des touristes et des amateurs de photographie : dès mai 2019, la rue de Tambour devient la première voie de Reims à disposer de son propre mot-dièse sur le réseau social Instagram,,. La peinture multicolore est restaurée par une équipe de commerçants, bénévoles et élus le 8 juin 2020,,
. Ce modèle de pavés multicolores est ensuite reproduit à d'autres endroits de la ville à partir de 2021, notamment devant quelques commerces des quartiers Saint-Remi, Sainte-Anne et Clairmarais,, puis aux Châtillons dès 2022,. Le modèle rémois a également inspiré la coloration des pavés de la rue de la Juiverie à Épernay en mai 2022.
L'opération est renouvelée en juillet 2024 : certains des pavés plats de la rue sont repeints de vert et de bleu, de même que dans la rue Cotta voisine ; le choix de ces nouvelles couleurs a été laissé aux commerçants de la rue. L'intégralité du travail est effectué par six travailleurs en situation de handicap d'un ESAT de Pouillon et Tinqueux,,,,. L'opération rencontre encore une fois un succès auprès des passants.

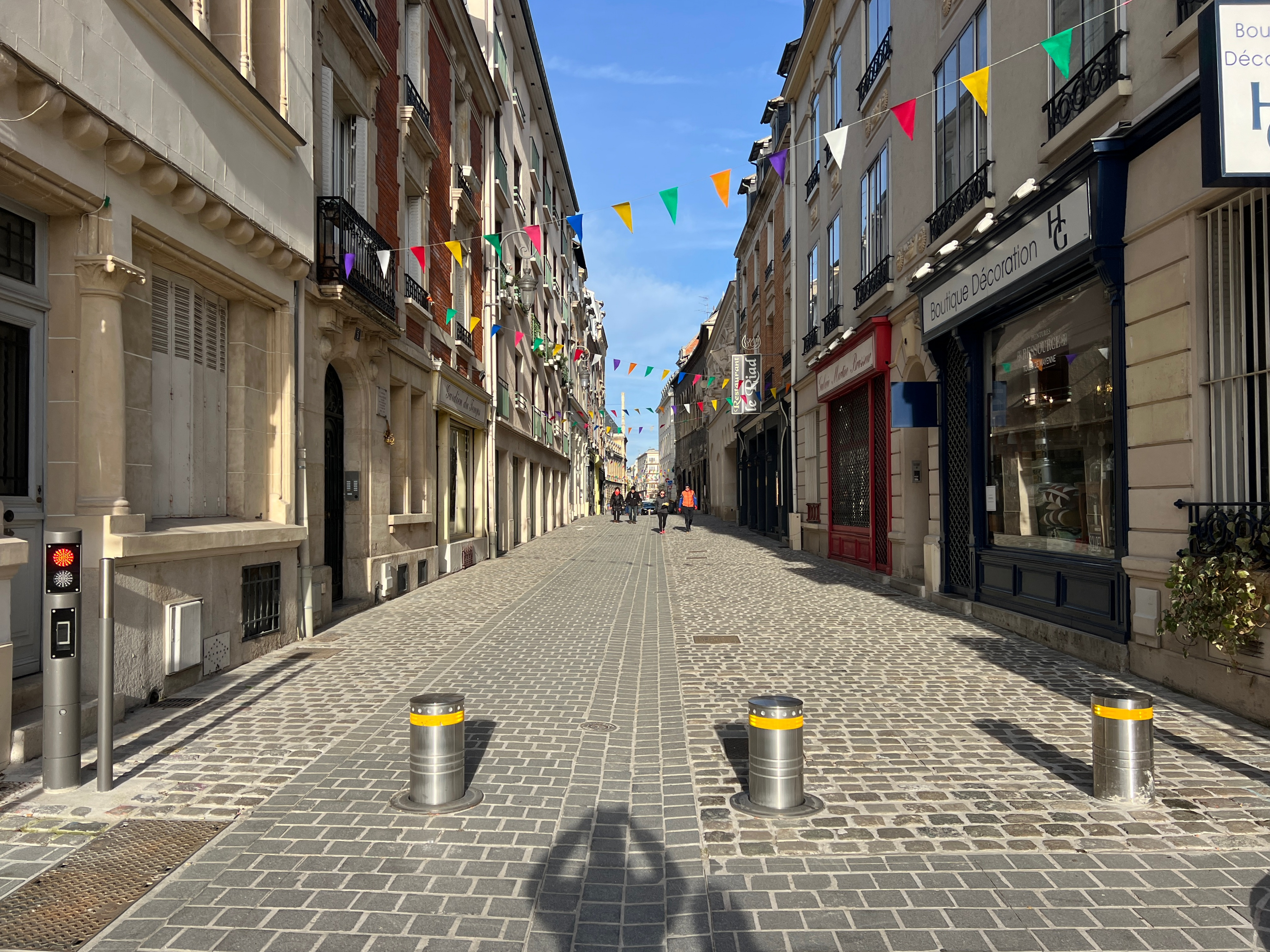
Vue complète de la rue, en direction de l'hôtel de ville, en janvier 2024
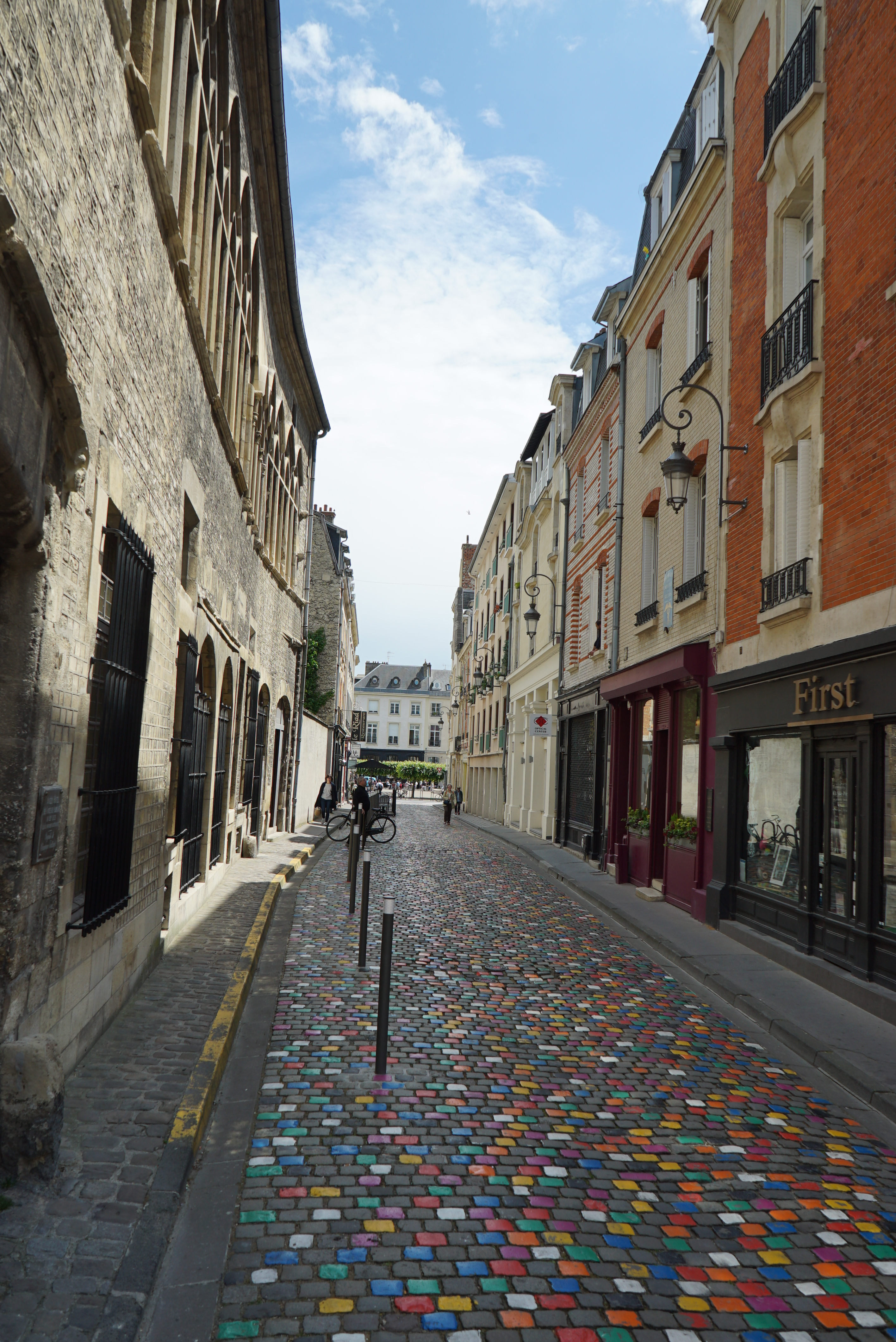
La rue en 2019 avec ses pavés peints
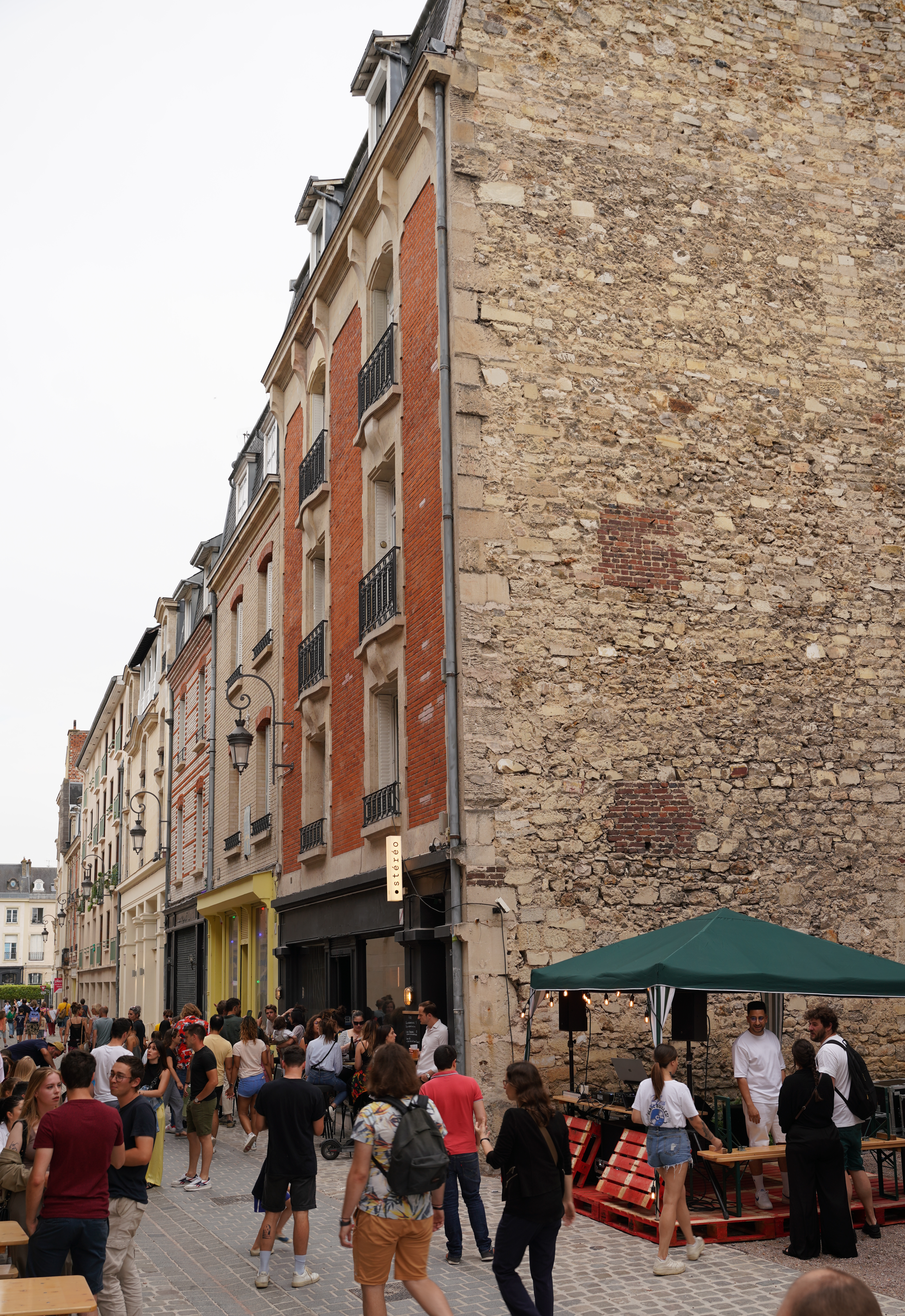
La Fête de la musique 2023 sur la rue de Tambour

Le 30 mars 2020, le tronçon de la rue de Tambour situé entre la place du Forum et la rue Cotta est rendu exclusivement piéton par l'installation de barrières pivotantes, afin de réduire la surcharge de traffic lié à l'évitement du feu tricolore situé rue Colbert. Les travaux durent trois semaines pour un coût total de 44 000 euros. Cette décision ne suscite pas l'unanimité parmi les commerçants de la rue, comme le rapporte le journal local L'Union dès le mois de juin.

## Bâtiments remarquables
Voici les bâtiments les plus importants de la rue de Tambour :
- : aux nos 18-20 est situé l'hôtel des comtes de Champagne, un des rares bâtiments médiévaux encore visibles à Reims[31], qui a servi de résidence aux comtes de Champagne lors des sacre des rois de France à Reims. Le comte Thibaud IV y a notamment résidé[31],[32]. L'édifice appartient désormais à la maison Champagne Taittinger, qui y organise des réceptions, des expositions et des concerts[31]. Sa façade sur la rue du Tambour est classée au titre des monuments historiques par décret du 8 août 1923[33] :

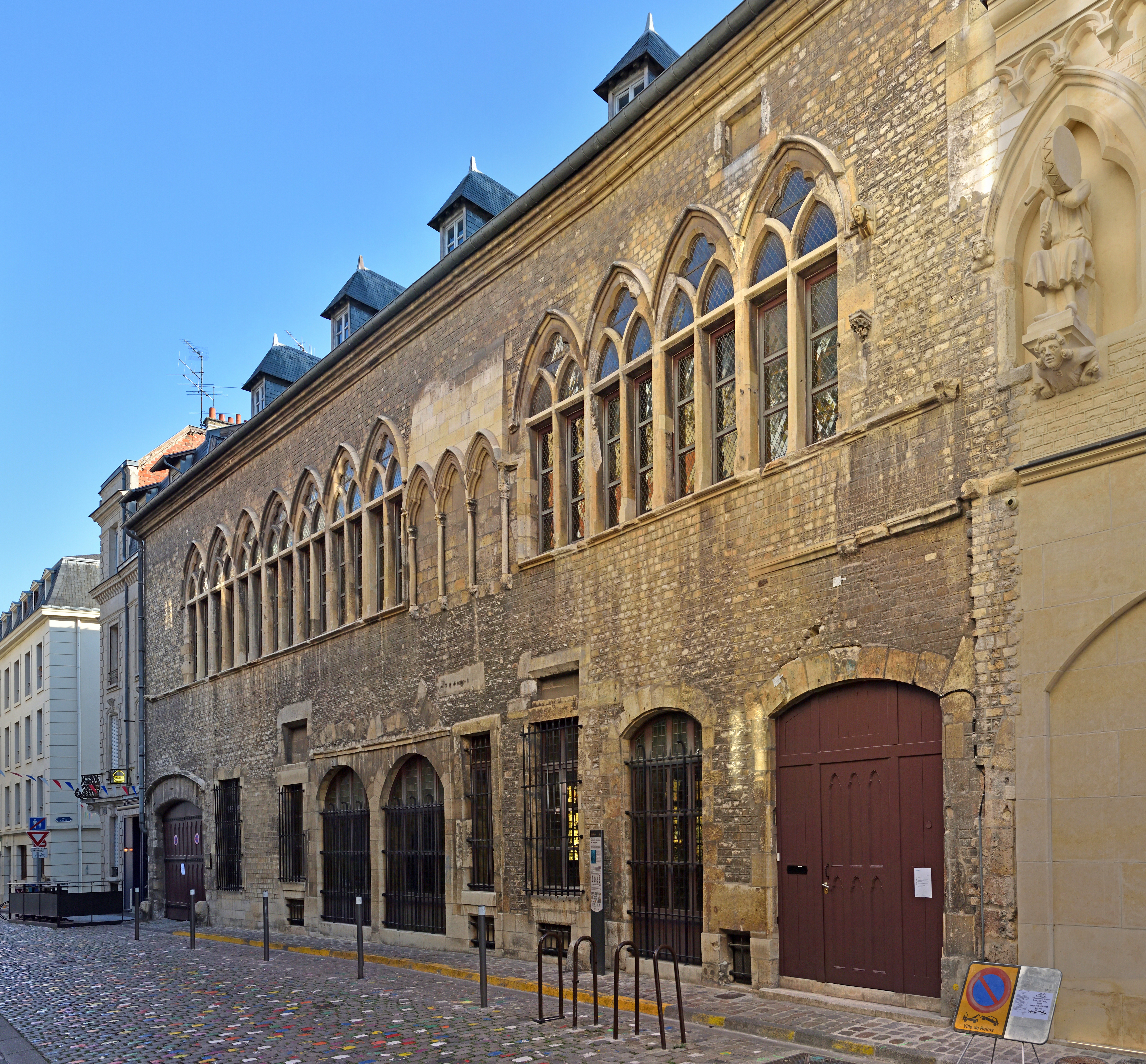
La façade de l'hôtel des comtes de Champagne en 2022
en 2022
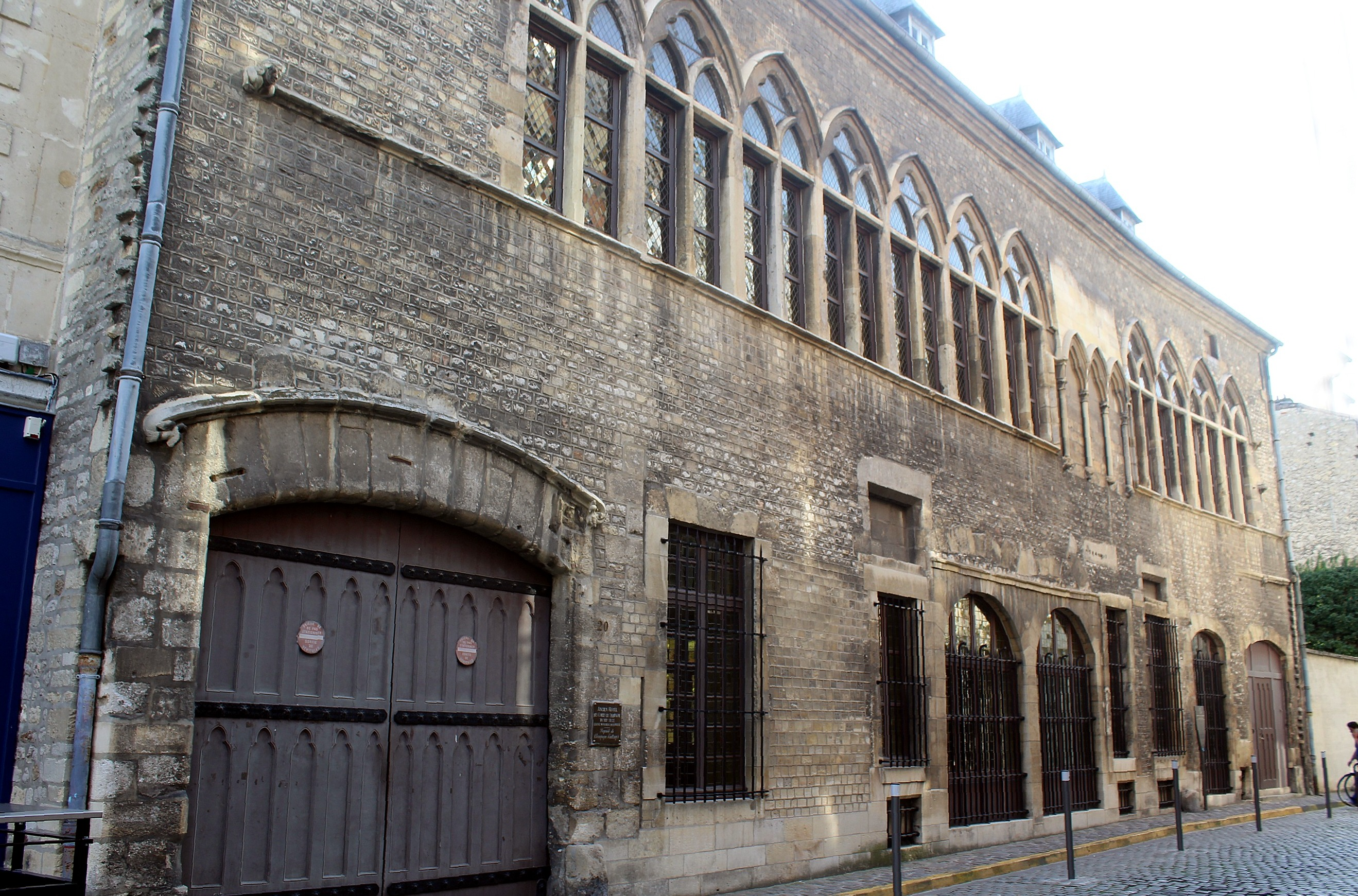
Sous l'angle opposé
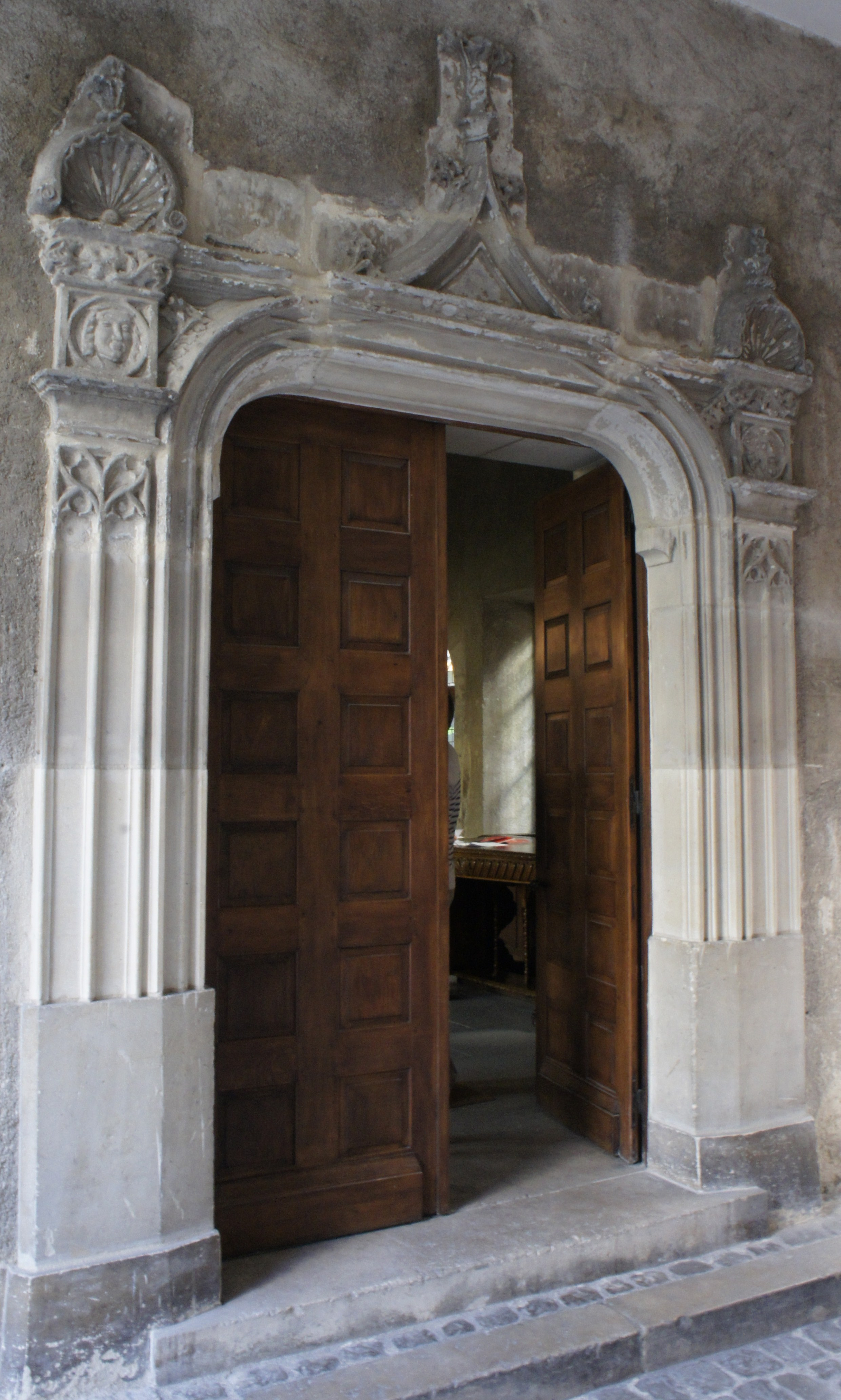
L'entrée principale de la salle de l'hôtel des comtes.

- au no 21 se trouve une maison :

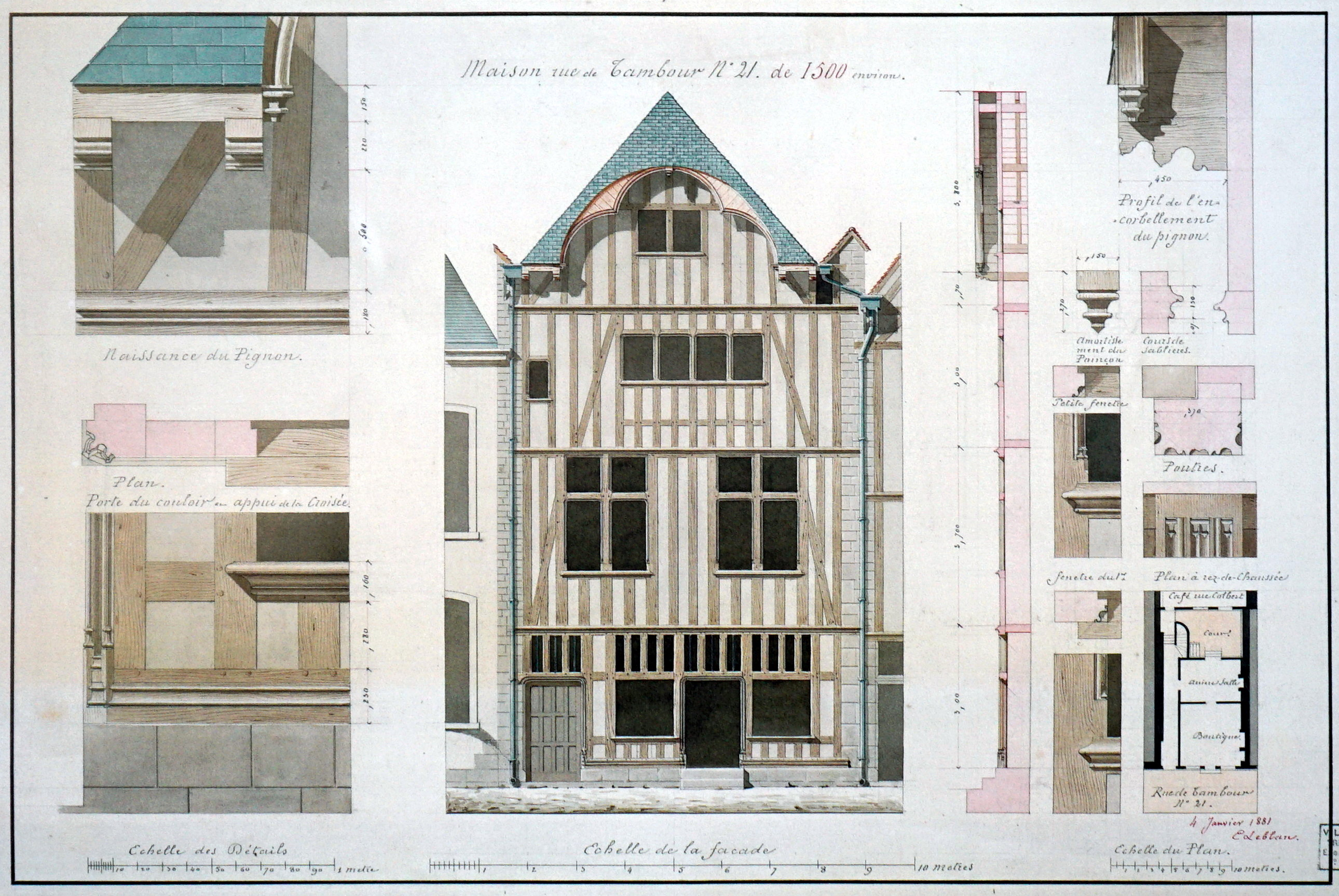
Le plan de la maison au 21, rue de Tambour par Eugène Leblan
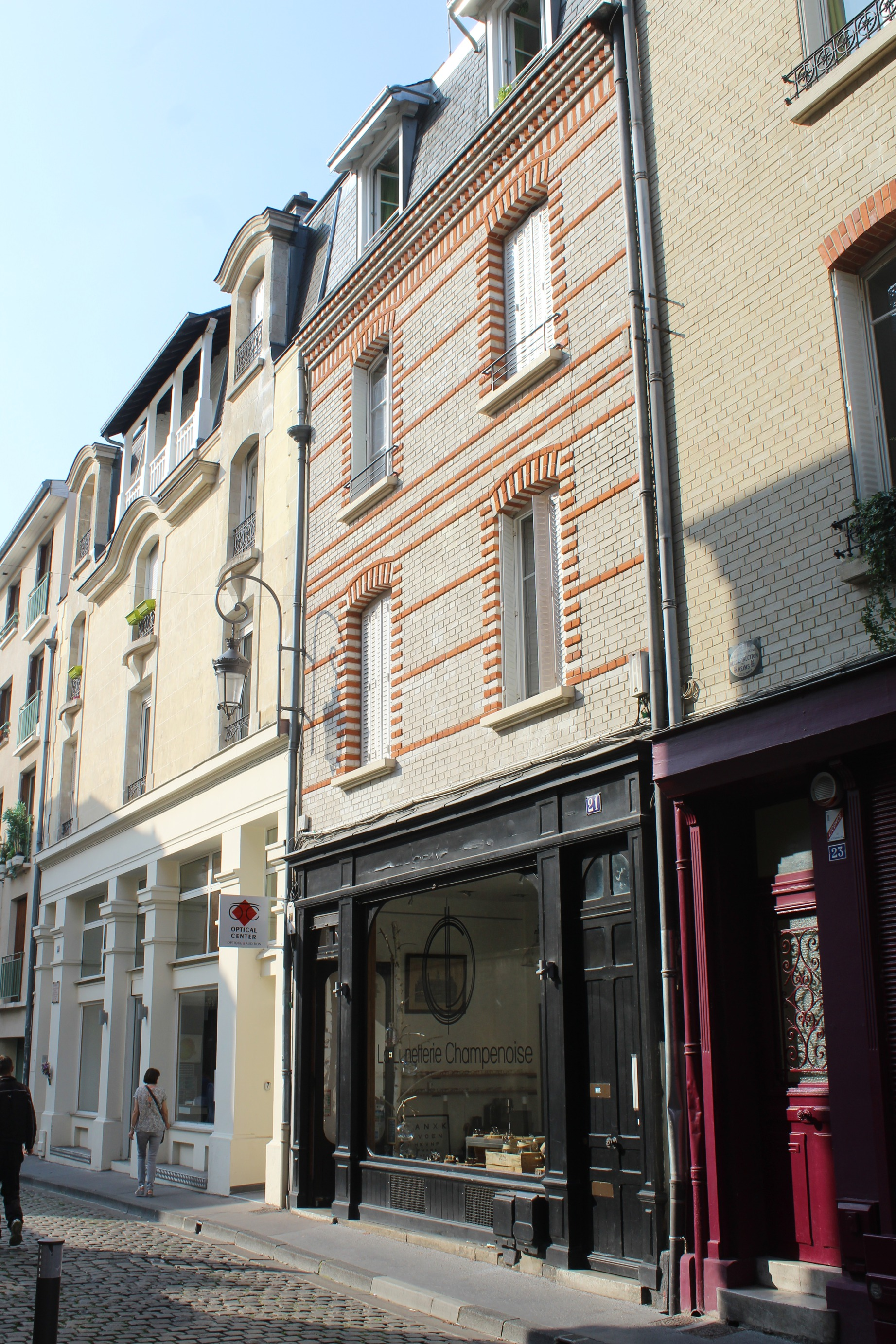
La maison au 21, rue de Tambour

- : au no 22 se trouve la Maison des musiciens datée du XIIIe siècle, classée au titre des monuments historiques depuis 1862[34]. Sa façade sur rue est ornée de plusieurs statues de musiciens :

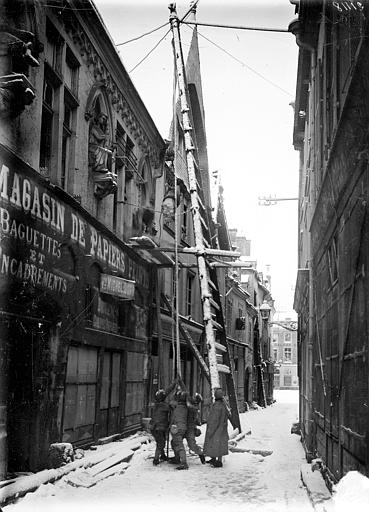
La dépose des statuts de la façade de la Maison des musiciens, photographiée par Max Sainsaulieu en décembre 1917
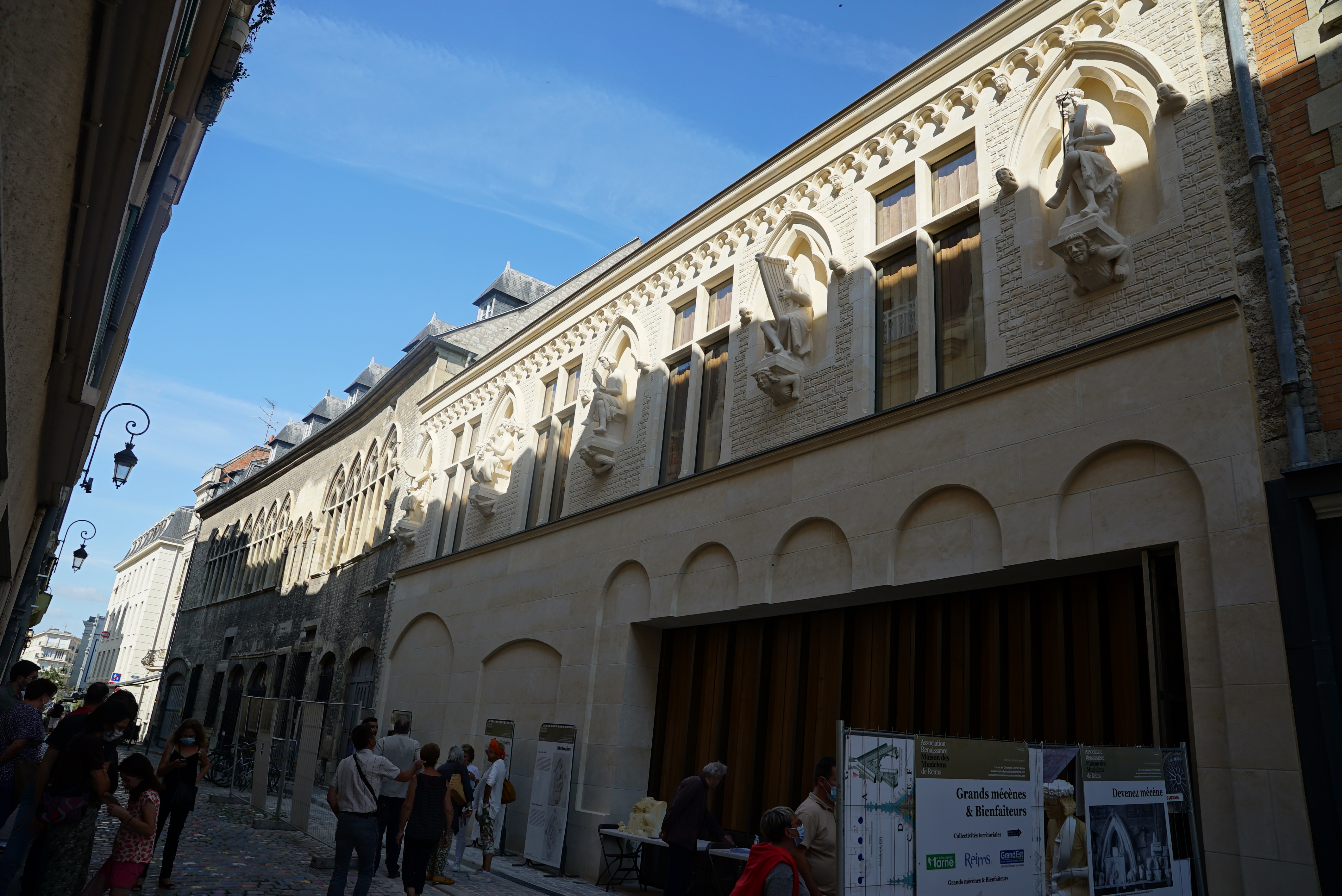
La façade de la Maison des musiciens après restauration en 2021
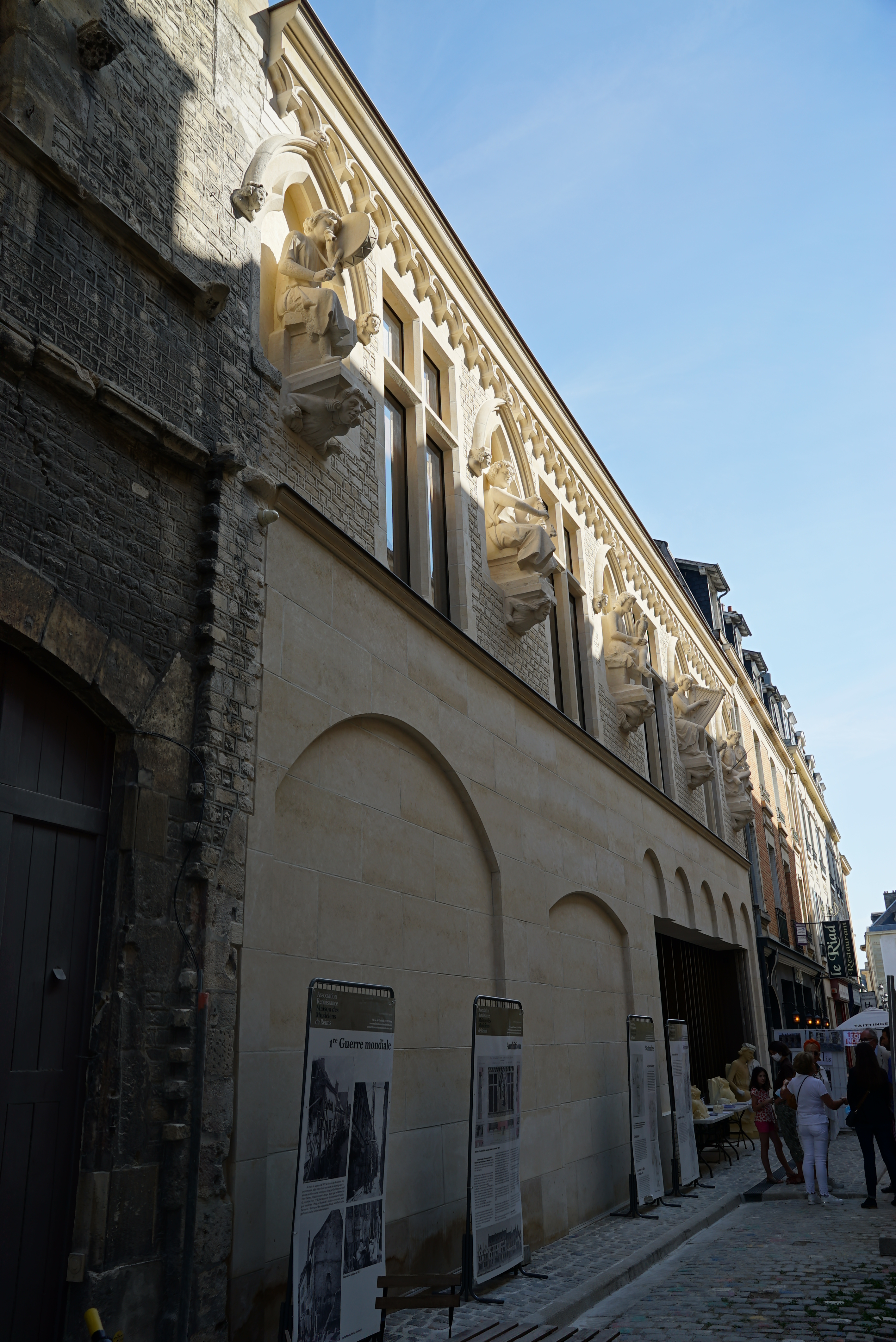
La même façade vue sous un autre angle après restauration en 2021
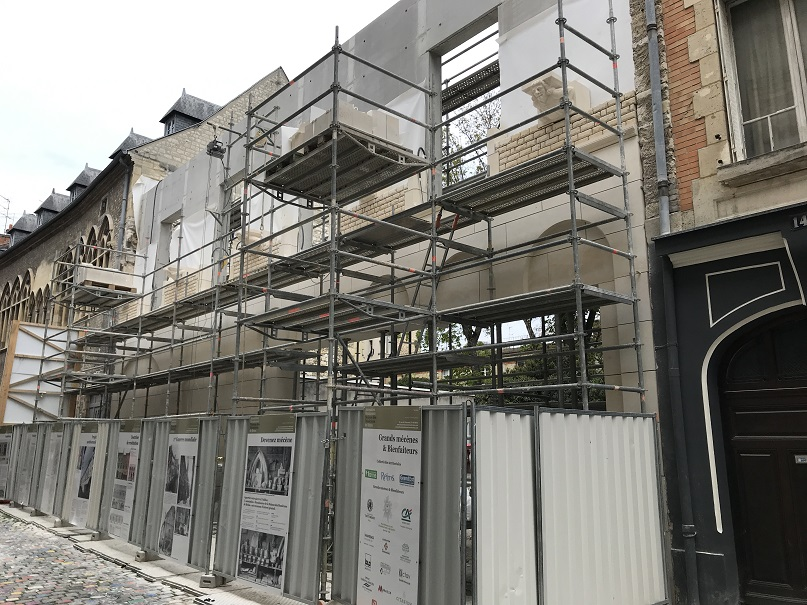
La façade de la Maison des musiciens lors des travaux de restauration en mai 2021
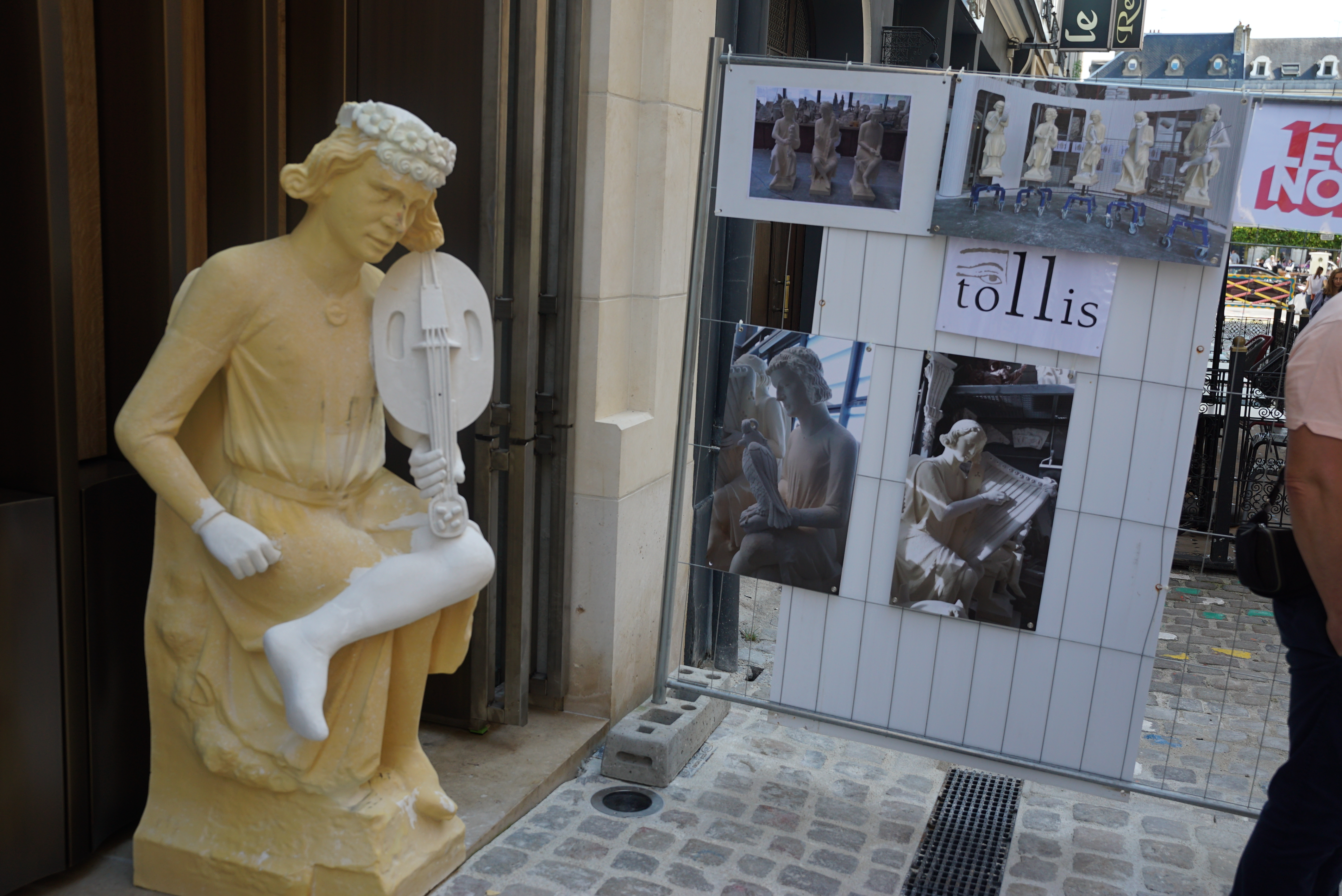
Exemple reconstruit d'une statue d'un musicien ; en blanc figurent les parties manquantes sur l'original du musée Saint-Remi

- au no 30 s'est trouvé dès 1850 un restaurant exploité par la veuve de l'ingénieur Henry Lecomte sous les noms « Veuve Henry » et « Madame Lecomte ». Le fonds de commerce est occupé par un négociant en vin en 1918, puis par le café E. Percebois en 1934, avant que celui-ci ne déménage au no 29 de la rue Henri-IV toute proche. En 1986, l'immeuble sert de cabinet de médecine générale et d'ophtalmologie. Il abrite finalement une boulangerie-pâtisserie en 2024[35] ;

- à l'angle avec la rue Cotta :

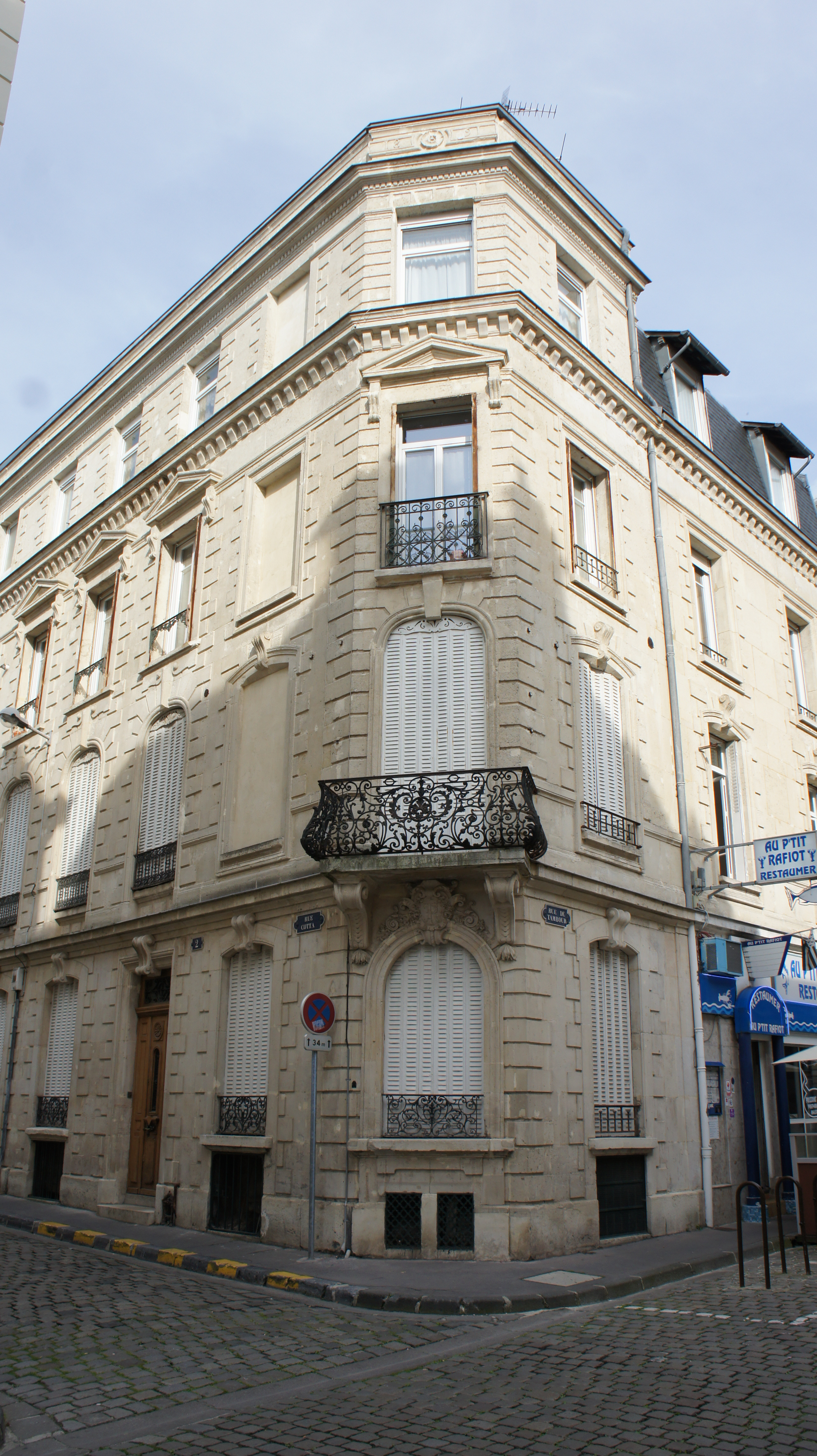
L'immeuble à l'angle avec la rue Cotta
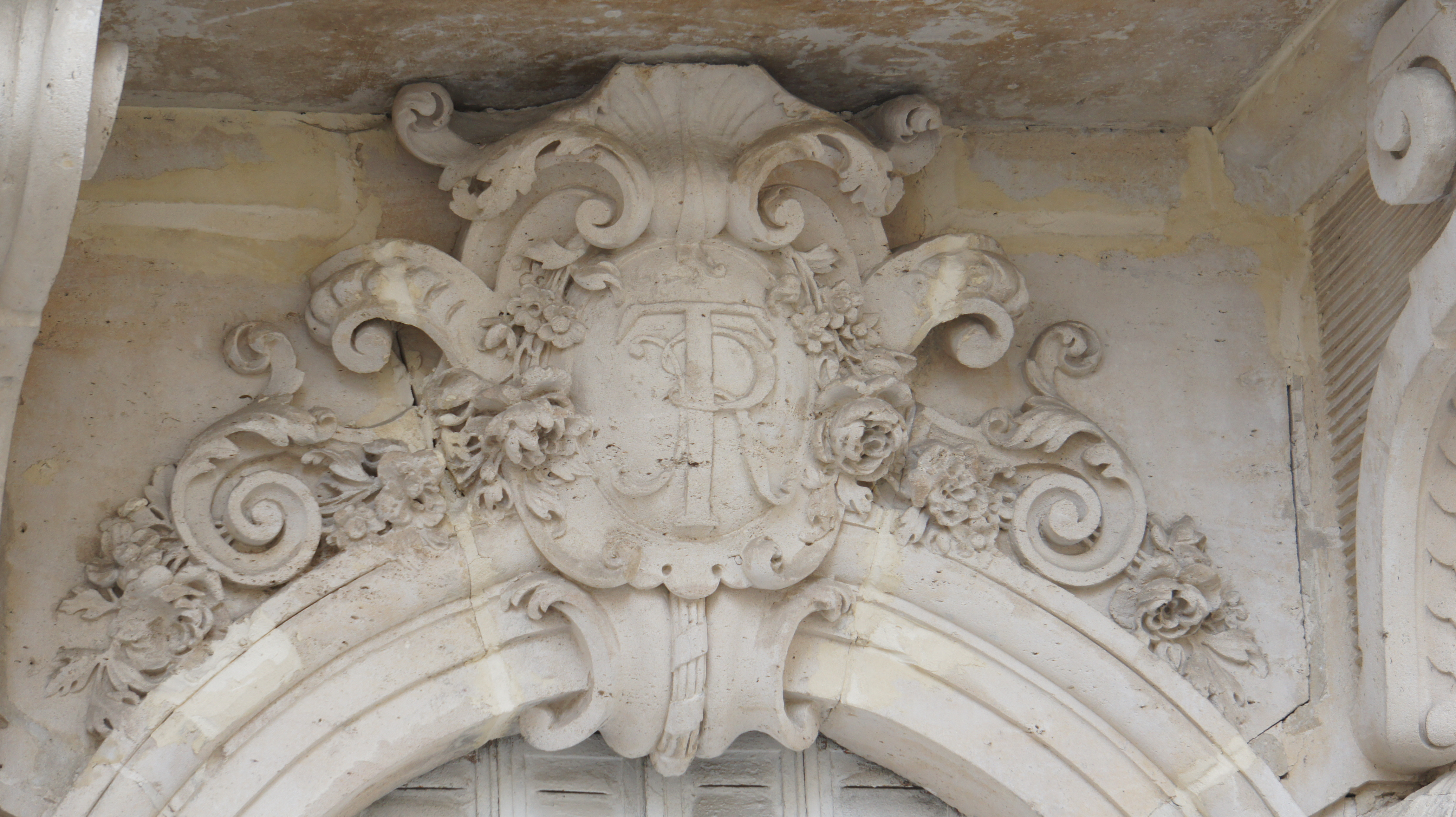
Un relief sur la façade de l'immeuble à l'angle avec la rue Cotta
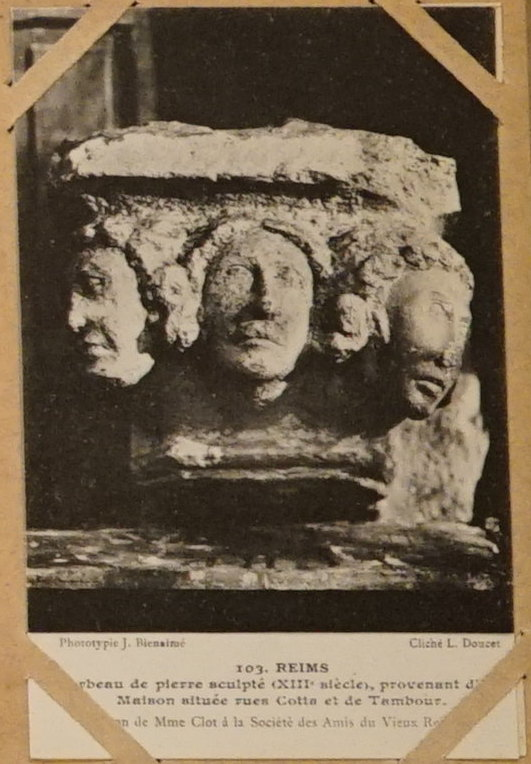
Des sculptures du XIIIe siècle issues de la maison de l'angle avec la rue Cotta

En outre, deux plaques commémoratives rendent hommage à deux habitants de la rue morts en déportation lors de l'occupation de la France par le Troisième Reich :

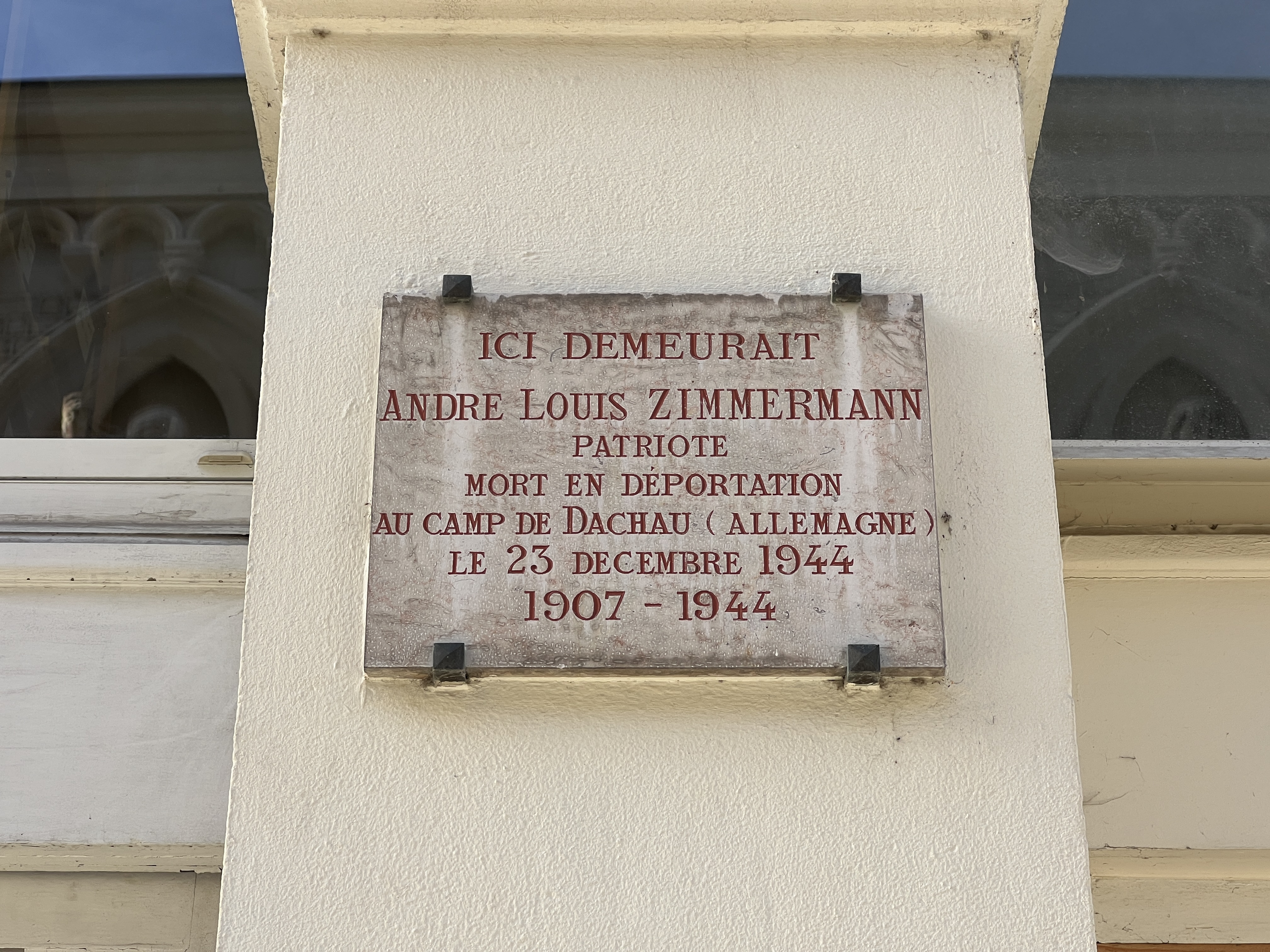
La plaque en mémoire d'André Louis Zimmermann
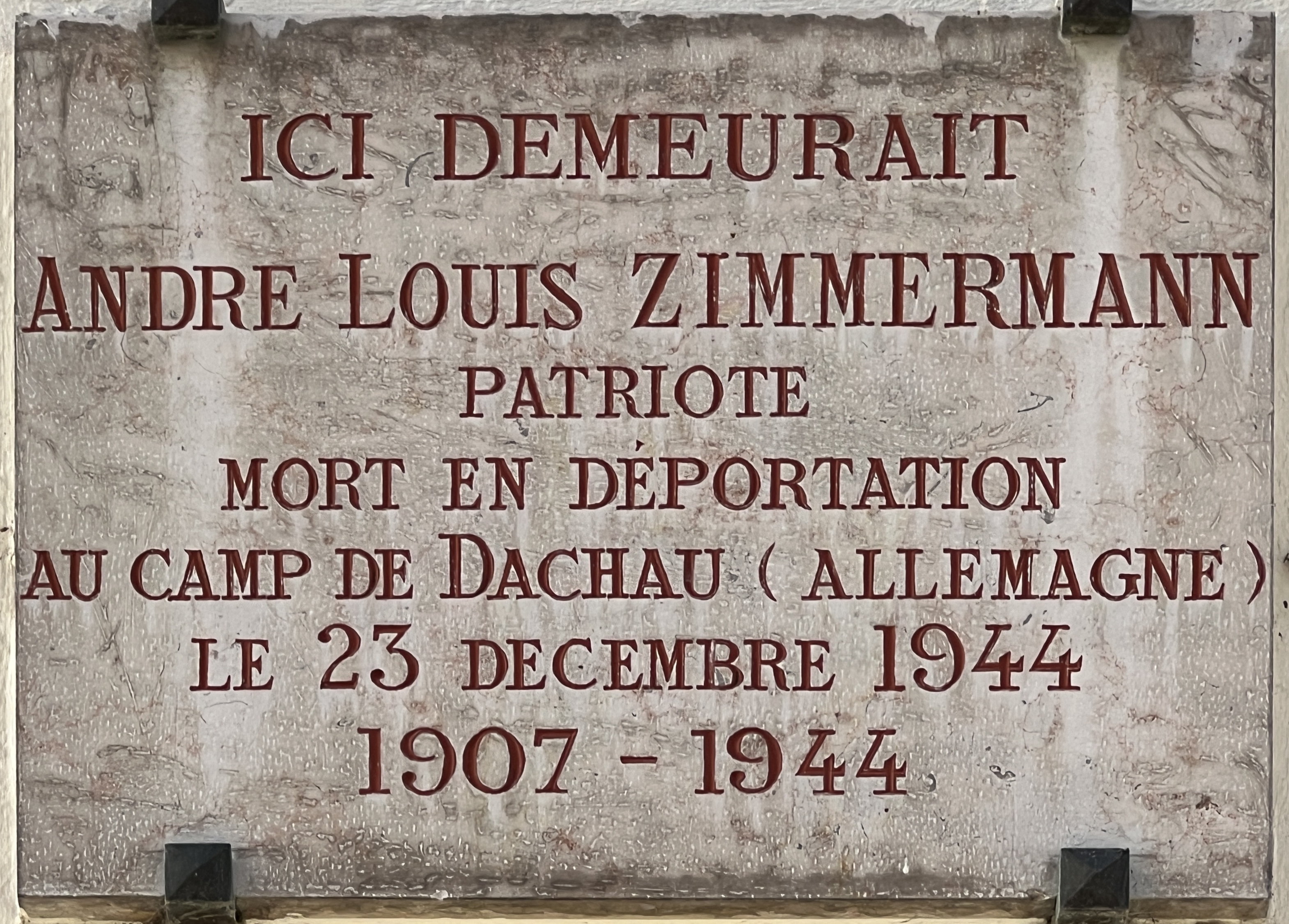
La plaque en mémoire d'André Louis Zimmermann
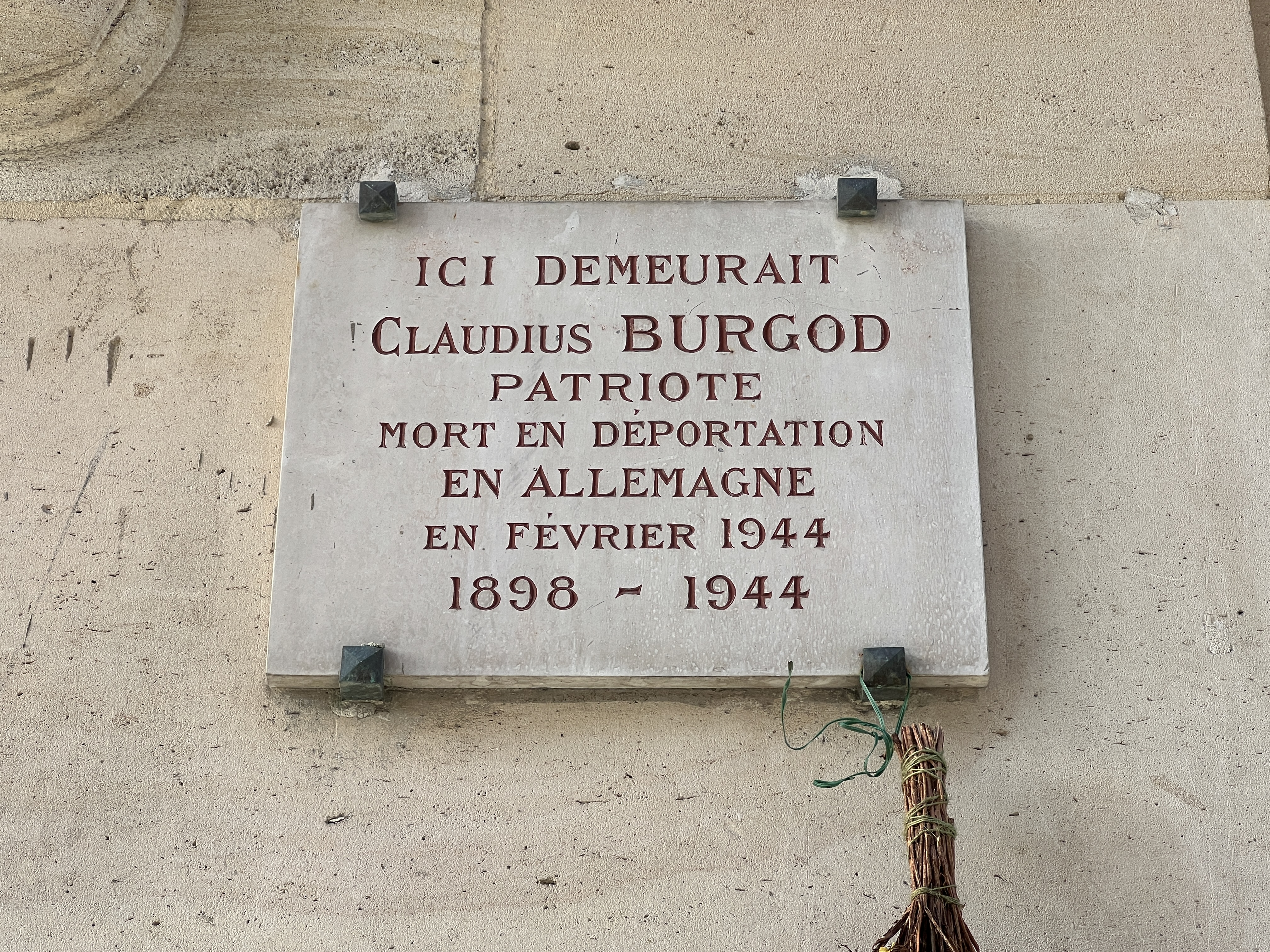
La plaque en mémoire de Claudius Burgod
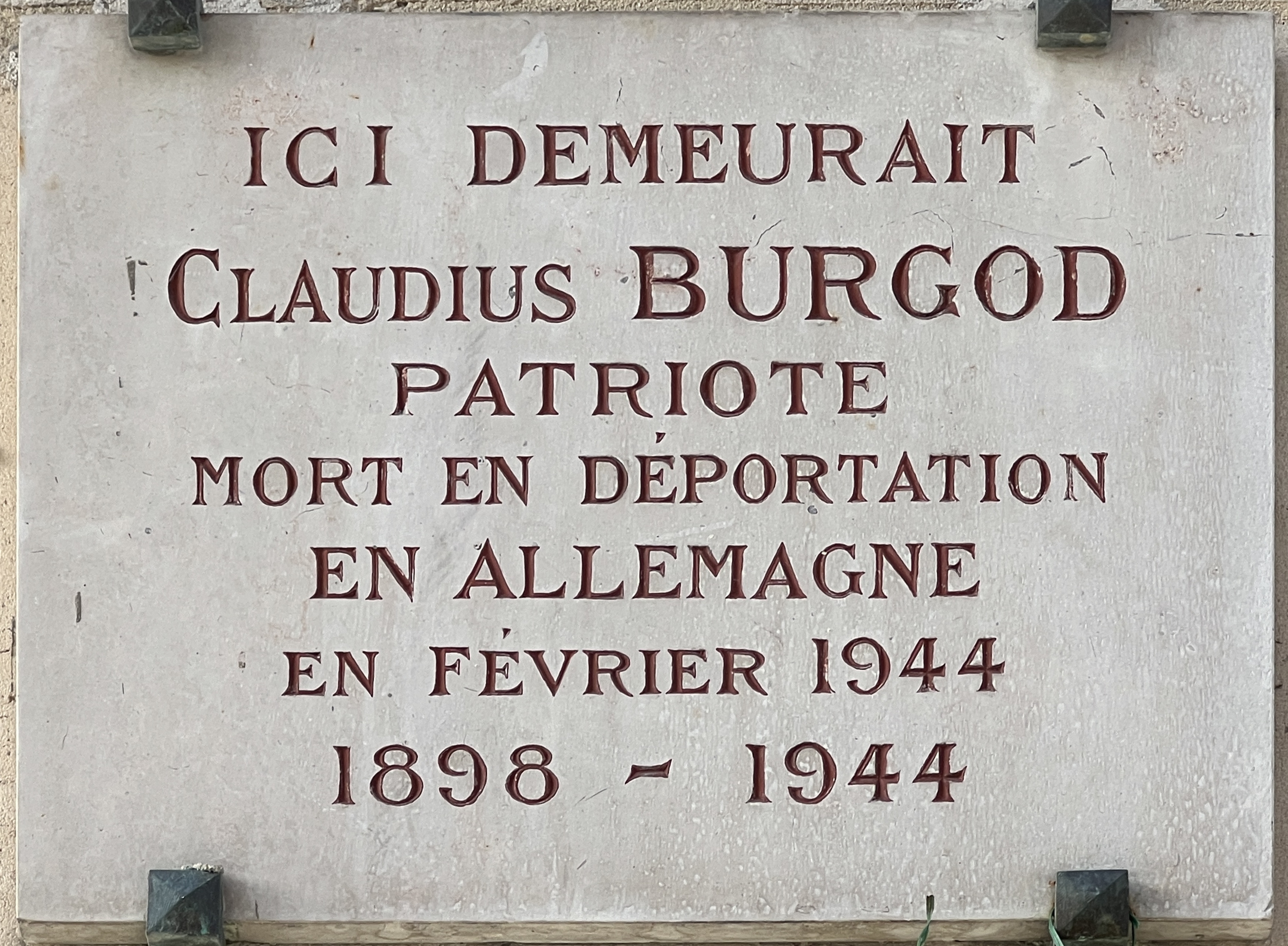
La plaque en mémoire de Claudius Burgod